# Wixia abdominalis
Genre
Espèce
Wixia abdominalis, unique représentant du genre Wixia, est une espèce d'araignées aranéomorphes de la famille des Araneidae.

## Distribution
Cette espèce se rencontre au Brésil, au Guyana et en Bolivie.

## Description
Le mâle décrit par Levi en 1993 mesure 5,5 mm et les femelles de 5,4 à 7,5 mm.

## Publication originale
- O. Pickard-Cambridge, 1882 : On new genera and species of Araneidea. Proceedings of the Zoological Society of London, vol. 50, no 3, p. 423-442 (texte intégral).